# Richard John García
Richard John García (San Francisco (California), 24 de abril de 1947-Monterrey, (California), 11 de julio de 2018) fue un obispo católico estadounidense, obispo de Monterey, en el estado de California, desde 2006.

## Biografía
Ordenado sacerdote en la arquidiócesis de San Francisco el 13 de mayo de 1973, fue nombrado obispo auxiliar en la diócesis de Sacramento.